# Mongolia en los Juegos Olímpicos de Salt Lake City 2002
Mongolia estuvo representada en los Juegos Olímpicos de Salt Lake City 2002 por cuatro deportistas, tres hombres y una mujer, que compitieron en dos deportes.
El portador de la bandera en la ceremonia de apertura fue el esquiador de fondo Jargalyn Erdenetüljüür. El equipo olímpico mongol no obtuvo ninguna medalla en estos Juegos.